# بولي ماتزينجر

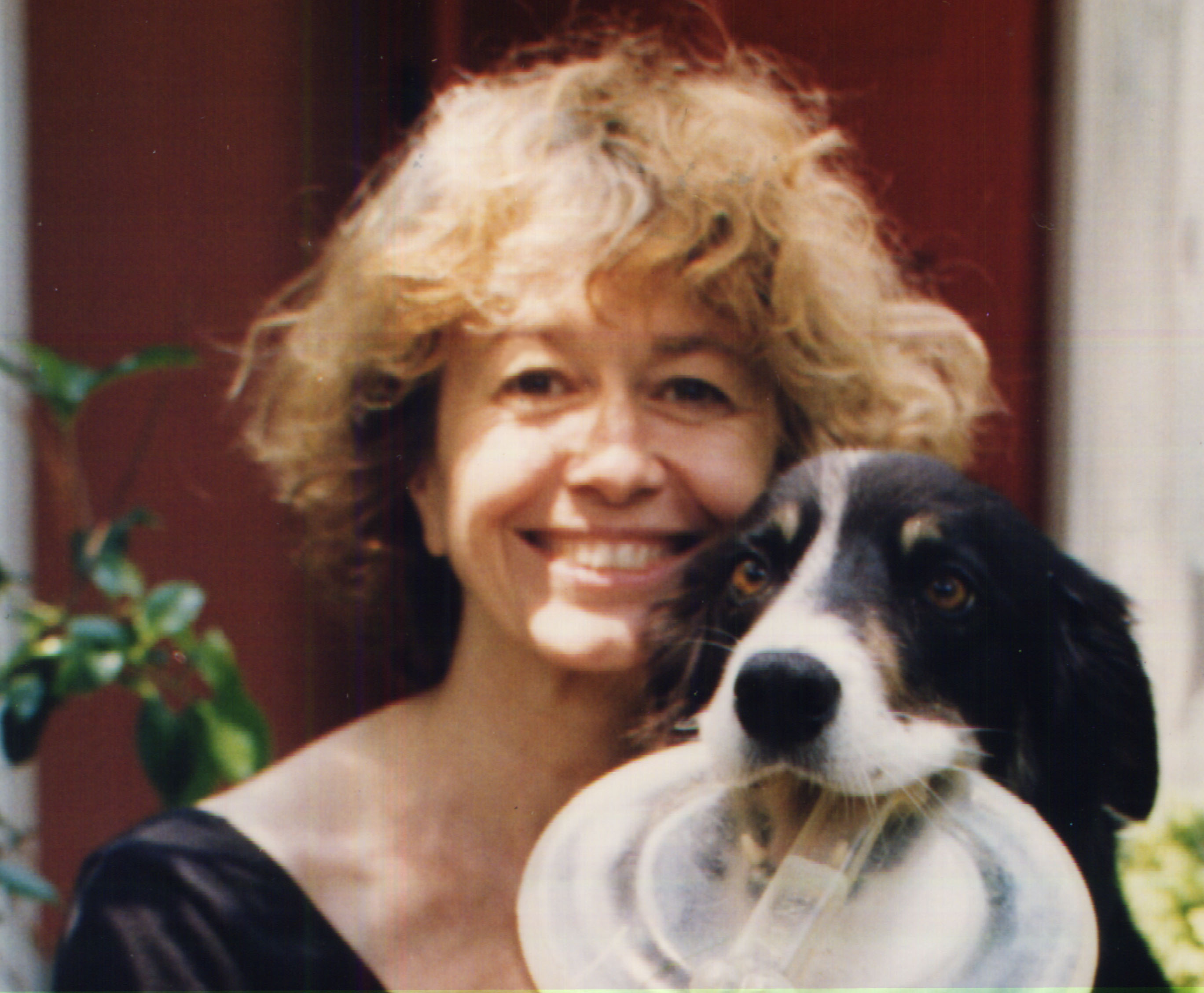
صورة لبولي ماتزينجر مع كلبها

بولي سيلين إيفلين ماتزينجر (21 يوليو 1947، لا سين - فرنسا)، هي عالمة مناعة اقترحت نظرية نموذج الخطر التي تشرح طريقة عمل الجهاز المناعي. في عام 2002، اعترفت مجلة ديسكفر بأن ماتزينجر كانت أحد أهم 100 امرأة في مجال العلوم.

## عملها البحثي

### نموذج الخطر
بدأ نموذج الذات/غير الذات، وهو النموذج السائد في علم المناعة منذ خمسينيات القرن الماضي، في مواجهة بعض المشاكل في أواخر الثمانينيات، وذلك عندما بدأ علماء المناعة في إدراك أن الخلايا التائية تعتمد على خلايا أخرى تلتقط العناصر الغريبة لتقدمها في ما بعد للخلايا التائية كي تستجيب لها، وأن استجابة الخلايا التائية تعتمد على ما إذا كانت الخلية الأخرى (المعروفة باسم الخلايا المقدمة للمستضد) ترسل إشارات تنشيط إلى الخلايا التائية.
في عام 1989، وبالاعتماد على أفكار توماس كون، اقترح تشارلز جانواي أن النموذج المناعي القديم قد وصل إلى حدود فائدته أو إلى حد المعرفة التي قد يجلبها. جادل جانواي بأن المناعة الفطرية الأساسية هي العامل الحاسم لما إذا كان الجهاز المناعي سيستجيب أم لا. وقال إن الجهاز المناعي الفطري يستخدم مستقبلات التعرف على الأنماط القديمة لاتخاذ هذه القرارات، وذلك عبر التعرف على العامل الممرض من خلال خصائصه التي لا تتغير.

## إشارات الخطر
في مقال نُشر عام 1994 بعنوان «التحمل والخطر والعائلة الموسعة»، ذهبت ماتزينجر إلى أبعد من ذلك بعدة خطوات من خلال توضيح فكرة أن الخلايا المقدمة للمستضد تستجيب لإشارات الخطر، وخاصةً من الخلايا التي تتعرض للإصابة أو الإجهاد؛ أي موت الخلايا السيئة (على عكس موت الخلايا المبرمج أو موت الخلايا المتحكم فيه). إن إشارات الإنذار الصادرة عن هذه الخلايا تجعل الجهاز المناعي يعلم بوجود مشكلة تتطلب استجابة مناعية. جادلت ماتزينجر أن الخلايا التائية والاستجابة المناعية التي تنظمها لا تحدث بسبب المعرفة الغريزية للذات كما في النموذج السابق، ولا بسبب المعرفة القديمة لمسببات الأمراض، كما في حجة جانواي، وإنما بسبب الاستجابة الديناميكية دائمة التحديث الناجمة عن الضرر الخلوي.

## النطاق
يعتبر نموذج الخطر واسع ويغطي مواضيع متنوعة مثل: زرع الأعضاء ومناعة الأم/ الجنين والمناعة الذاتية وعلاجات السرطان واللقاحات. مع ذلك، تشير ماتزينجر إلى أن النموذج الأصلي صُمِّم لشرح آلية تنشيط الاستجابة المناعية والطريقة التي يحدث بها الأمر، لكنها لم تقدم تفسيرًا لسبب استجابة الجهاز المناعي بطرق مختلفة للمواقف المختلفة. وسعت ماتزينجر الآن النموذج لتفترض أن الأنسجة لا ترسل فقط إشارات لتنبيه الجهاز المناعي بخصوص الضرر والإجهاد الموضعي، ولكنها تحدد أيضًا الاستجابة المناعية المناسبة لذلك النسيج. قبل إغلاق مختبرها، كانت تعمل على تجارب لاختبار هذه الفرضية، وهي تسعى حاليًا للحصول على التعاون لمواصلة البحث.
لم يحظ نموذج الخطر بقبول عالمي، ويعتقد بعض علماء المناعة الذين يتبعون أفكار جانواي بشكل مباشر، أن الاستجابة المناعية تعتمد بشكل أساسي على مستقبلات التعرف على الأنماط المحفوظة تطوريًا والتي تتعرف على الأنماط التي تعبر عنها الأحياء الدقيقة مثل البكتيريا، ولا ترى موت الخلايا -في غياب العوامل الممرضة- كأمر أساسي محرك للاستجابة المناعية. ومع ذلك، لا تفسر هذه الأفكار كيف يرفض الجهاز المناعي الأورام أو يتسبب في أمراض المناعة الذاتية أو يولد الحساسية والربو.